# Tom Omey
Tom Omey, (Kortrijk, 24 april 1975) is een gewezen Belgische atleet, die zich had toegelegd op 800 m. Hij nam verschillende malen deel aan de wereldkampioenschappen en Europese kampioenschappen en veroverde indoor en outdoor in totaal zes Belgische titels.

## Biografie
In 2000 veroverde Omey zijn eerste Belgische titel op de 800 m indoor. Hij mocht dat jaar voor de tweede keer, na een eerdere deelname in 1998, deelnemen aan de Europese indoorkampioenschappen. Hij kon zich plaatsen voor de halve finales. Het jaar nadien veroverde hij zijn tweede Belgische indoortitel. Hij verbeterde daarbij het Belgisch record van Luc Bernaert tot 1.47,74. Hij nam op dat nummer ook deel aan de wereldkampioenschappen indoor, waar hij in de halve finale knap vierde werd in een Belgisch record. Outdoor kon hij zich dat jaar plaatsen voor de wereldkampioenschappen in Edmonton. Hij werd uitgeschakeld in de reeksen.
In 2002 volgde voor Omey een derde indoortitel. Hij nam voor de derde maal deel aan de Europese kampioenschappen indoor en werd weer uitgeschakeld in de halve finales. Ook outdoor kon hij zich plaatsen voor de Europese kampioenschappen. Hij kwam niet verder dan de series. In 2003 kon hij zich met een persoonlijk record van 1.45,75 voor de tweede keer plaatsen voor de wereldkampioenschappen, die ditmaal in Parijs plaatsvonden. Hij kwam niet voorbij de series.
Begin 2004 behaalde Omey een vierde Belgisch indoortitel. Hij nam voor de tweede keer deel aan wereldkampioenschappen indoor. Alweer haalde hij de halve finales. Outdoor werd hij dat jaar voor het eerst Belgisch kampioen. In 2005 volgde een laatste indoortitel. Hij nam dat jaar voor de derde keer zonder veel succes deel aan de wereldkampioenschappen. In 2006 stopte hij met atletiek.

### Clubs
Omey was aangesloten bij Atletiek Zuid-West.

## Belgische kampioenschappen
Outdoor
| Onderdeel | Jaar |
| --------- | ---- |
| 800 m     | 2004 |

Indoor
| Onderdeel    | Jaar                         |
| ------------ | ---------------------------- |
| 800 m indoor | 2000, 2001, 2002, 2004, 2005 |

## Persoonlijke records
Outdoor
| Onderdeel | Prestatie | Datum        | Plaats    |
| --------- | --------- | ------------ | --------- |
| 800 m     | 1.45,75   | 9 juni 2003  | Rehlingen |
| 1500 m    | 3.41,97   | 30 juli 2005 | Oordegem  |

Indoor
| Onderdeel | Prestatie | Datum         | Plaats   |
| --------- | --------- | ------------- | -------- |
| 800 m     | 1.47,67   | 10 maart 2001 | Lissabon |
| 1000 m    | 2.19,77   | 2002          | Athene   |

## Palmares

### 800 m
- 1996:  BK indoor AC – 1.50,50
- 1997:  BK indoor AC – 1.50,79
- 1998:  BK indoor AC – 1.48,20
- 1998: 3e in serie EK indoor in Valencia – 1.50,89
- 1999:  BK AC – 1.48,81
- 2000:  BK indoor AC – 1.50,22
- 2000: 5e in ½ fin. EK indoor in Gent – 1.51,46 s
- 2000:  BK AC – 1.50,20
- 2001:  BK indoor AC – 1.47,74 (NR)
- 2001: 4e in ½ fin. WK indoor in Lissabon – 1.47,67 (NR)
- 2001:  BK AC – 1.47,42
- 2001: 6e in serie WK in Edmonton – 1.48,37
- 2001:  BK AC – 1.47,42
- 2002:  BK indoor AC – 1.47,85
- 2002: 6e in ½ fin. EK indoor in Wenen – 1.48,75
- 2002:  BK AC – 1.47,19
- 2002: 5e in serie EK in München – 1.48,27
- 2003:  BK AC – 1.48,82
- 2003: 6e in serie WK in Parijs – 1.48,93
- 2004:  BK indoor AC – 1.48,46
- 2004: 4e in ½ fin. WK indoor in Boedapest – 1.51,15
- 2004:  BK AC – 1.51,21
- 2005:  BK indoor AC – 1.49,56
- 2005:  BK AC – 1.47,83
- 2005: 8e in serie WK in Helsinki – 1.49,62

### 1500 m
- 1995:  BK indoor AC – 3.51,68